# Eleccions legislatives franceses de novembre de 1946
Les eleccions legislatives franceses de la primera legislatura de la Quarta República se celebraren el 10 de novembre de 1946, després del rebuig popular del referèndum de maig de 1946, s'enfrontà l'aliança dels tres partits (comunistes, socialistes i radicals d'esquerra) contra el partit impulsat per Charles de Gaulle. S'eligiren 627 escons.
| Partits i coalicions | Partits i coalicions                       | Abr. | Vots       | %     | Escons |
| -------------------- | ------------------------------------------ | ---- | ---------- | ----- | ------ |
|                      | Partit Comunista Francès                   | PCF  | 5,430,593  | 28.26 | 182    |
|                      | Mouvement Républicain Populaire            | MRP  | 4,988,609  | 25.96 | 173    |
|                      | Secció Francesa de la Internacional Obrera | SFIO | 3,433,901  | 17.87 | 102    |
|                      | Total "Aliança dels Tres Partits"          |      | 13,853,103 | 72.09 | 457    |
|                      | Parti Républicain de la Liberté            | PRL  | 2,487,313  | 12.94 | 72     |
|                      | Rassemblement des Gauches Républicaines    | RGR  | 2,136,152  | 11.12 | 69     |
|                      | Unió Gaullista                             | UG   | 585,430    | 3.05  | 0      |
|                      | Diversos                                   |      | 154,377    | 0.80  | 29     |
| Total                | Total                                      |      | 19,216,375 | 100   | 627    |
| Abstenció: 21,95%    |                                            |      |            |       |        |